# ゾティーク
ゾティーク、またはゾシーク (ZOTHIQUE) は、クラーク・アシュトン・スミスの小説の舞台の一つである遠い未来の大陸の名、およびそれを舞台とする小説群のシリーズ名。

## 概要
スミスの作品中、作品点数と規模において最も大きな部分を占めるものである。ファンタジージャンルに属するもので、より詳しい分類によれば「終末もの」および「ダイイング・アースもの」に分類される。
未来の或る時期において海から隆起した大陸であるとされる。現代から遥かな時間が経過して太陽の力は弱くなり、地球は老いて科学文明が滅び、太古の魔法が復活した世界である事が特徴。大瀧啓裕はスミスの作品の中でも「スミスがこよなく愛したもの」としている。また、1953年11月3日付けのL・スプレイグ・ディ・キャンプへの手紙でスミスは次のように記している。

## 作品一覧
「ゾティーク」シリーズには16の短編、1つの戯曲、および未完成原稿や草稿が存在する。以下は邦訳のあるもの。
- ゾティーク（詩） / Zothique / The Dark Chateau And Other Poems, 1951
- 降霊術師の帝国 / The Empire of the Necromsncers / WT1932/09
- 拷問者の島 / The Isle of the Tortures / WT1933/03
- 死体安置所の神 / The Charnel God / WT1934/03
- 暗黒の魔像 / The Dark Eidolon / WT1935/01
- エウウォラン王の航海 / The Voyage of King Euvoran / 1933年の私家版『二重の影その他の幻想』、WT1947/09（短縮版）[4]
- 地下納骨所に巣を張るもの / The Weaver in the Vault / WT1934/01
- 墓の落とし子 / The Tomb Spawn / WT1934/05
- ウルアの妖術 / The Witchcraft of Ulua / WT1934/02
- クセートゥラ / Xeethra / WT1934/12
- 最後の象形文字 / The Last Hieroglyph / WT1935/04
- ナートの降霊術 / Necromancy in Naat / WT1936/07
- プトゥームの黒人の大修道院長 / The Black Abbot of Puthuum / WT1936/03
- イラロタの死 / The Death of Ilalotha / WT1937/09
- アドムファの庭園 / The Garden of Adompha / WT1938/04
- 蟹の支配者 / The Master of Crabs / WT1948/03
- モルテュッラ / Morthylla / 1953/03

順序は創元推理文庫『ゾティーク幻妖怪異譚』の収録順に則る。初出の出典も同書。WTは『ウィアード・テイルズ』の略。ゾティークの小説16編は全てWT誌に掲載されている。

### 邦訳単行本
- 『ゾティーク幻妖怪異譚』創元推理文庫、大瀧啓裕訳。冒頭誌と全16編を収録。
- 『魔術師の帝国1 ゾシーク篇』ナイトランド叢書、安田均編・訳、荒俣宏訳、鏡明訳。冒頭誌と8編を収録、地図付き[5]。

### 未訳
- The Dead Will Cuckold You（死者が汝の妻を寝取るだろう）

戯曲。竹岡啓がサイトで私訳を公開している。1951年に書かれたが、清書稿が行方不明となり、またスミスの手元にあった原稿も火災で欠損し、最終的にスミスは自力で内容を復元して、没後1963年に発表された。

## ゾティークの地理
幾人かのアーティストによって地図が描かれているが、アーティストの想像によって補われた部分の多いものばかりである。今日に至るまで全てのストーリーと矛盾の無い、「完全」な地図は存在しない。単行本『魔術師の帝国』にも地図が掲載されている。

### 島々
ゾティークの西、東、南には島々が存在する。北方の地理ははっきりしない。

### 中央大陸
数々の領土や王国、都市が存在する。

### 失われた王国
人口の減り続けている世界であり、王国の興亡に伴い見捨てられた都市の廃墟などが存在する。

## ゾティークの神々、魔神たち
ゾティークは多神教的な社会であり、多くの神々が信奉されている。いくつかは寺院や司祭をもった公然の信仰であるが、邪神も秘密裏に信奉されている。太古の時代にヒュベルボレオスやムー、ポセイドニス（アトランティス）で信仰された神々が、はるかな時代を経て、異なる名前でゾティークへと戻ってきたということになっている。
アリラ (Alila)
『ウルアの妖術』で言及されている地獄の女王。邪悪全ての女神とされている。
ウェルガマ (Vargama)
『最後の象形文字』に登場する。ゾティーク最強と称されるが、謎が多い。象形文字の記された書物を持っている。
オジュハル (Ojhal)
『プトゥームの黒人の大修道院長』で言及される。処女の女神。
ゲオル (Geol)
『エウウォラン王の航海』で言及される。大地の神。
タサイドン (Thasaidon)
悪の魔王。詳細はタサイドンを参照。頻出。
タモゴルゴス (Thamogorgos)
『暗黒の魔像』で言及される。深淵の王。
ニオス・コルガイ (Nios-Korghai)
『墓の落とし子』に登場する。彗星に乗って地上に飛来した魔物。クトゥルフ神話に取り込まれている。
バサタン (Basatan)
『蟹の支配者』で言及される。海神。容姿は不明だが、呪具にはクラーケンが象られている。
モルディッギアン (Mordiggian)
『死体安置所の神』に登場する。供物に死体を受け取る奇妙な神。クトゥルフ神話に取り込まれている。
ユクラ (Yuckla)
『地下納骨所に巣を張るもの』で言及される。笑いを司るグロテスクな小神。その力は慈悲深いものとされている。

## その他
日本では、クトゥルフ神話漫画『邪神伝説シリーズ』の第1話『ラミア』に登場する。